# Nglundo
Nglundo is een bestuurslaag in het regentschap Nganjuk van de provincie Oost-Java, Indonesië. Nglundo telt 2070 inwoners (volkstelling 2010).